# Bahnhof Melbourne Flinders Street
Der Bahnhof Flinders Street ist der wichtigste Nahverkehrsknotenpunkt der Hauptstadt Melbourne des australischen Bundesstaats Victoria. Das Empfangsgebäude liegt an der Ecke der Flinders Street und Swanston Street, die Rückseite der Bahnanlagen bildet der Yarra River. Der Eingangsbereich befindet sich auf Straßenhöhe und eine Ebene höher als die Bahnanlagen, die in Tieflage als Reiterbahnhof und Durchgangsbahnhof  gestaltet werden konnten. Der Bahnhof wird von allen elektrischen Linien von Metro Trains Melbourne bedient.

## Bedeutung
Im Bahnhof Flinders Street werden täglich rund 1500 Züge abgefertigt, die von etwa 65.000 Pendlern genutzt werden. Flinders Street ist damit der verkehrsstärkste Bahnhof Melbournes, während der Bahnhof Melbourne Southern Cross baulich größer ist und außerdem Fernverkehr aufweist, aber nur etwa von halb so vielen Fahrgästen genutzt wird.

## Geschichte

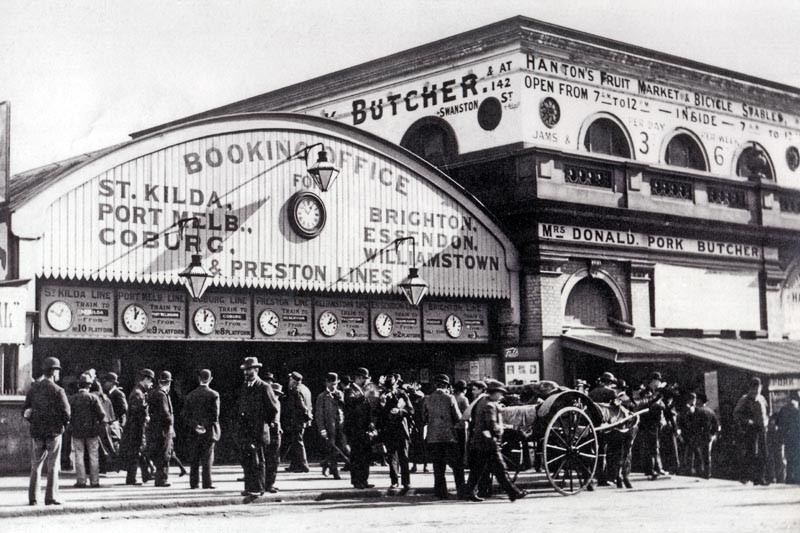
Empfangsgebäude vor 1910

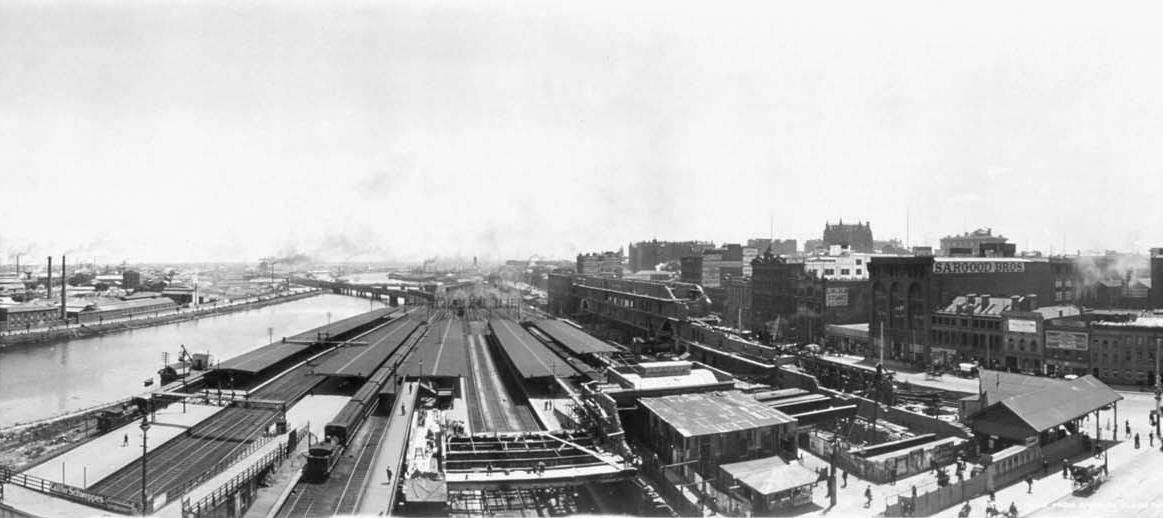
Die Baustelle 1908

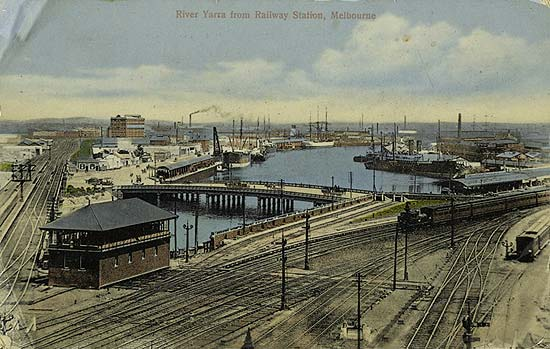
Flinders Street circa 1913

Der Bahnhof 1927

### Der alte Bahnhof
Der erste Bahnhof an dieser Stelle wurde Melbourne Terminus genannt. Er gehörte zur ersten dampfbetriebenen Eisenbahn Australiens und wurde zusammen mit der Eisenbahnstrecke Melbourne–Sandrige (heute: Port Melbourne) am 12. September 1854 eingeweiht. Die Empfangsanlagen bestanden zunächst aus einigen Wellblechhütten und es gab einen einzigen, 30 Meter langen Bahnsteig. Erst 1877 folgte ein zweiter, in den 1890er Jahren ein dritter Bahnsteig. 1879 wurde ein Telegrafenamt zugefügt und ein ebenerdiges Gleis zum Bahnhof Spencer Street (heute: Southern Cross) gelegt. Dieses wurde 1889 eine Ebene höher auf ein Viadukt verlegt. Seit 1883 gab es zwei Stellwerke im Bahnhof.
Auf der gegenüberliegenden Seite der Swanston Street befand sich ursprünglich der Bahnhof Princes Bridge. Nachdem die beiden Bahnhöfe 1865 verbunden worden waren, ging Princes Bridge in den Anlagen des Bahnhofs Flinders Street auf.

### Der heutige Bahnhof

#### Bau
Seit den 1880er Jahren wurde darüber beraten, diesen wichtigen Bahnhof der Stadt zu modernisieren. Das Verfahren schleppte sich aber nur langsam hin und dauerte letztendlich mehr als 20 Jahre. Bereits 1882 gab es den Beschluss der Regierung, ein neues Empfangsgebäude zu errichten. Aber der Architektenwettbewerb dazu wurde erst 1899 durchgeführt. Den Wettbewerb gewannen James Fawcett und H. P. C. Ashworth, die ein Empfangsgebäude im Stil der Neorenaissance vorschlugen, dessen Blickfang eine Kuppel über dem Haupteingang und ein Uhrturm am anderen Ende des Gebäudes waren. Der Entwurf war ursprünglich für den Victoria-Bahnhof in Bombay entwickelt worden. Spätere Eingriffe in die ursprüngliche Planung verhinderten unter anderem die ursprünglich vorgesehene Bahnsteighalle.
Die Bauarbeiten begannen 1900, die am Empfangsgebäude 1905. Zugleich wurde der Bahnhof auf 13 Bahnsteiggleise erweitert. Aus Kostengründen wurde das Gebäude, statt wie ursprünglich geplant, nicht in Stein, sondern in Backstein ausgeführt. Die Kosten beliefen sich auf £ 93.478. Seit 1906 wurde die Kuppel errichtet. Der Bauunternehmer konnte den Fertigstellungstermin 1909 nicht einhalten, wurde entlassen und durch die Bauabteilung der Victorian Railways ersetzt. Die Einweihung fand dann 1910 statt.

#### Empfangsgebäude

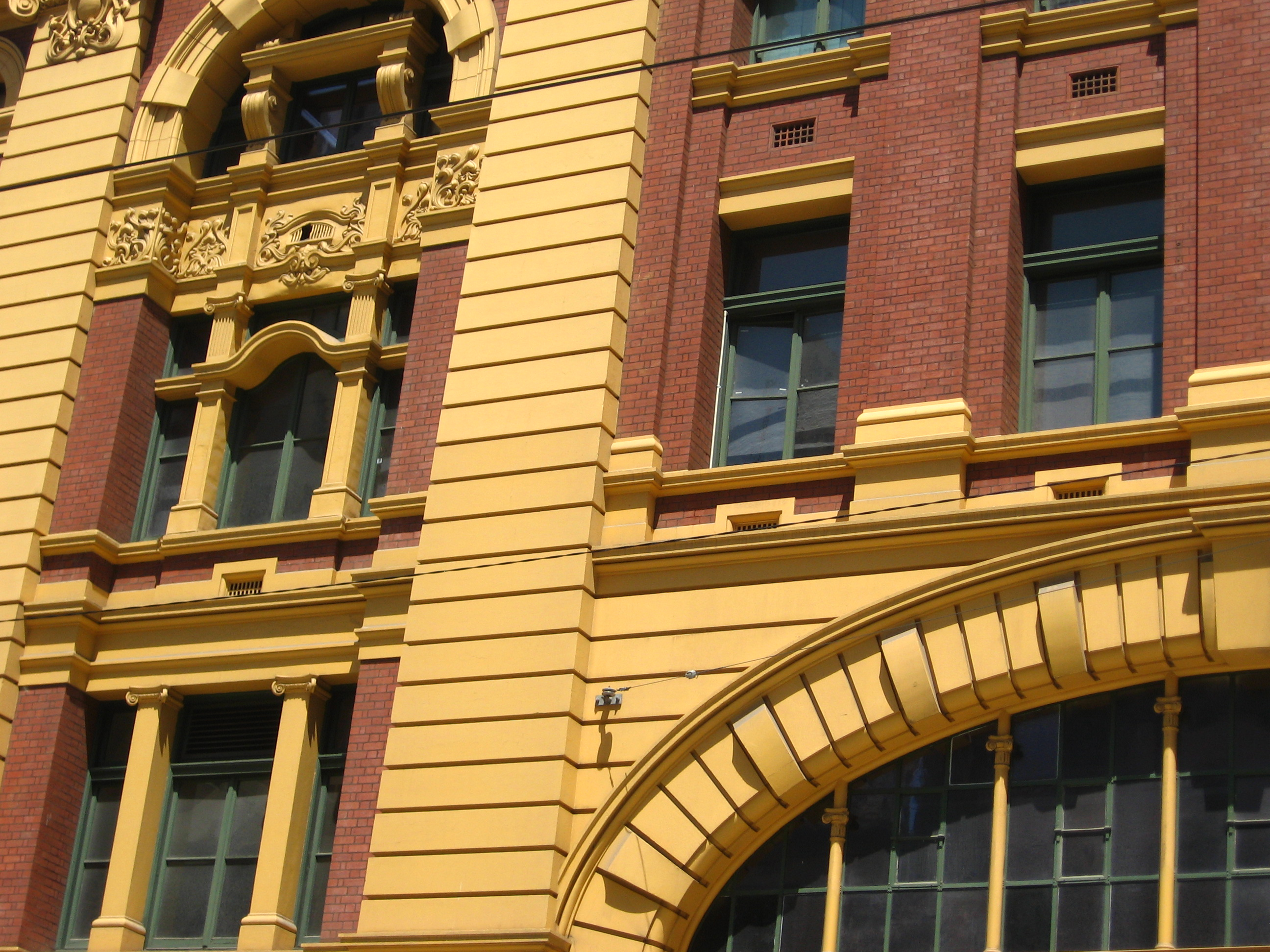
Fassadendetail

Die Fassade des Empfangsgebäudes mit dem schräg zu den sich hier kreuzenden Straßen Flinders Street und Swanston Street gelegenen Haupteingang gilt als ein bauliches Wahrzeichen von Melbourne. Das Gebäude ist ein Kulturdenkmal.
Das Empfangsgebäude weist, resultierend aus einem Gefälle im Gelände, am Ostende drei und am Westende vier Stockwerke auf. An der langen Fassade zur Flinders Street wurden zahlreiche Geschäftslokale eingebaut, die oberen Stockwerke in erster Linie für die Eisenbahnverwaltung vorgesehen.
In den 1960er und 70er Jahren war das Empfangsgebäude mehrfach vom Abriss bedroht. Zu groß, baulich vernachlässigt und verschmutzt und dazu ein Zeugnis des damals ungeliebten Historismus sollte es durch eine moderne Bebauung ersetzt werden. Ein entsprechender „Entwicklungsvertrag“ war 1962 vom Verkehrsminister bereits unterzeichnet, der Investor entschied sich dann aber doch für einen anderen Bauplatz. 1967 gab es einen weiteren Interessenten, der das Bahnhofsareal mit einem Einkaufszentrum überbauen wollte. Dieser scheiterte allerdings an dem Widerstand gegen das Projekt. 1972 wurde die Idee erneut aufgegriffen, musste dann aber 1975 aufgegeben werden, als im Zuge der erhöhten Wertschätzung historistischer Bausubstanz die Öffentlichkeit begann, sich für den Erhalt des historischen Empfangsgebäudes einzusetzen. 1989 kam der Plan auf, „lediglich“ die Flächen hinter dem Empfangsgebäude zu überbauen. Dies scheiterte aber daran, dass die Investitionssumme nicht aufgebracht werden konnte.

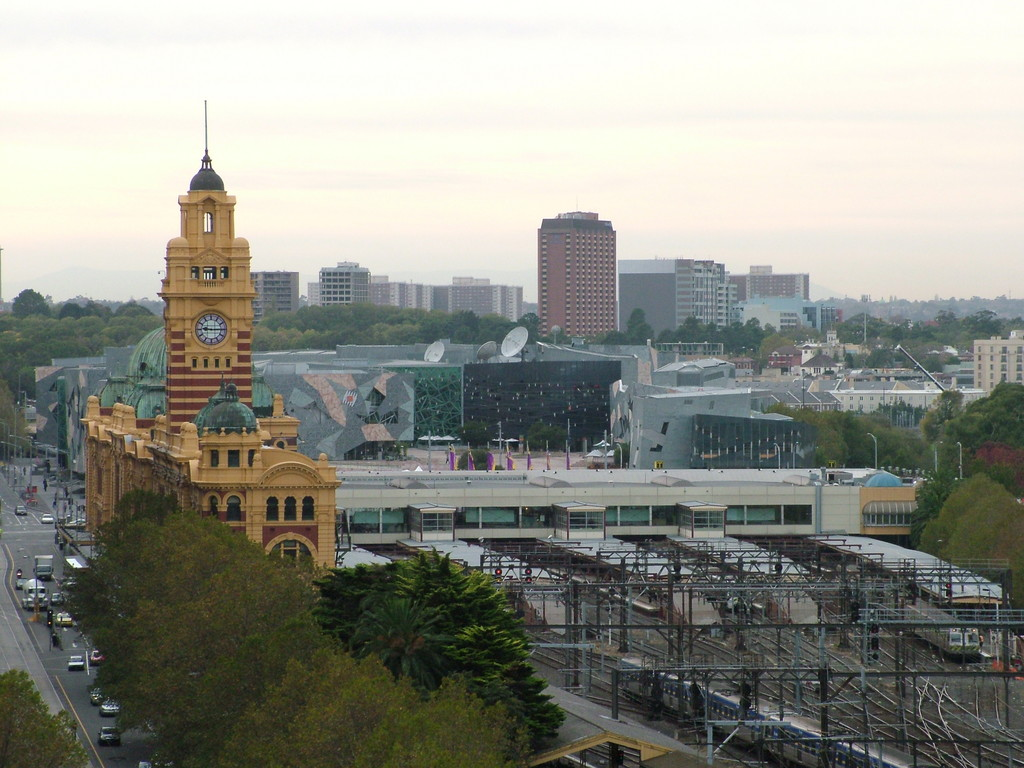
Blick von Westen

1982/1984 kam es dann zu einer Sanierung und Modernisierung des historischen Gebäudes, die hinsichtlich ihrer Auswirkungen auf den historischen Bestand besonders in dem der Swanston Street zugewandten Flügel stark kritisiert wurde. Während die Fassade mehr oder weniger unangetastet belassen wurde, wurde in das Innere auf der Eingangsebene stark eingegriffen. Der Eingangsbereich wurde für Läden und Dienstleister auf das Dreifache vergrößert. Ein Stadtverordneter von Melbourne bezeichnete die Eingriffe als „Vandalismus“, der National Trust of Australia bewertete sie 1997 als unverträglich mit dem historischen Bestand.
1997/98 wurden die Gleise im Bahnhof grundlegend umgebaut, damit auf dem auf der gegenüberliegenden Seite der Swanston Street das Kulturzentrum Federation Square errichtet werden konnte. Dabei wurde auch der Bahnhofsteil Princes Bridge endgültig beseitigt.
Zuletzt wurde 2007 an dem Gebäude renoviert: Das Dach wurde erneuert, behinderten gerechte Zugänge verbessert, die Fahrkartenschalter alle an den Haupteingang verlegt und flächendeckend ein Fahrgast-Informationssystem mit LCD-Bildschirmen eingeführt.

#### Uhren

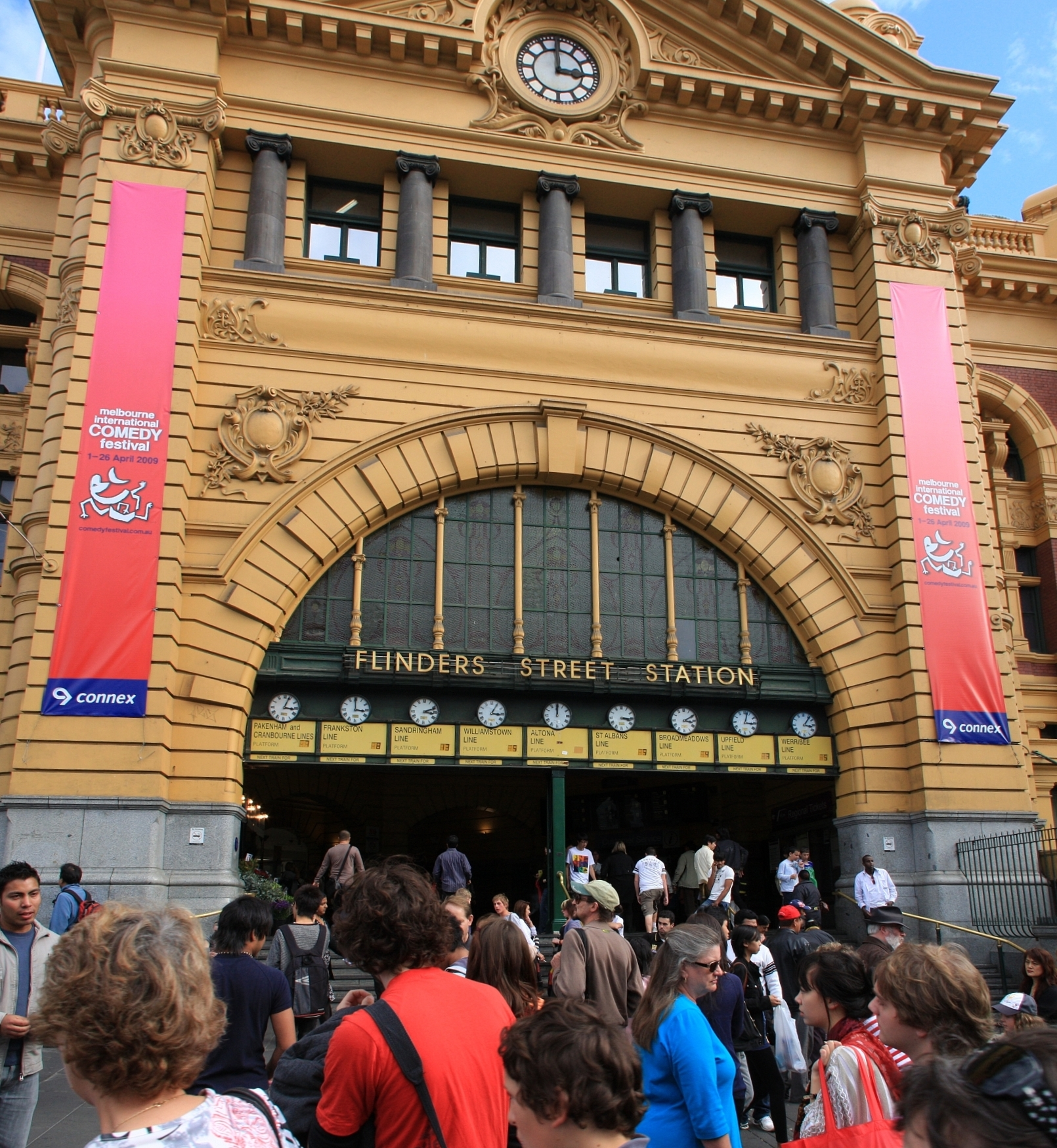
Uhren am Empfangsgebäude

Ein nicht so bekanntes Wahrzeichen des Bahnhofs sind die Uhren, die die Abfahrt der nächsten Züge anzeigen. Sie spielen in der lokalen Folklore eine große Rolle. Die Uhren stammen aus dem Jahr 1860 und wurden in England beschafft. Als das alte Empfangsgebäude 1904 abgerissen wurde, wurden sie aus- und 28 an den vier Haupteingängen des neuen Empfangsgebäudes von 1910 wieder eingebaut. Sie wurden von einem Eisenbahner, der dazu eine lange Stange benutzte, von Hand umgestellt, ein Vorgang, der während einer Acht-Stunden-Schicht etwa 900 mal ausgeführt werden musste.
Als die Uhren 1983 mit dem Ziel ausgebaut wurden, sie durch Digitalanzeigen zu ersetzen, ging ein Aufschrei durch die Öffentlichkeit, der so groß war, dass die Entscheidung bereits nach einem Tag revidiert werden musste. So wurden die historischen Uhren wenigstens am Haupteingang erhalten, aber heute von einem Computer gesteuert.

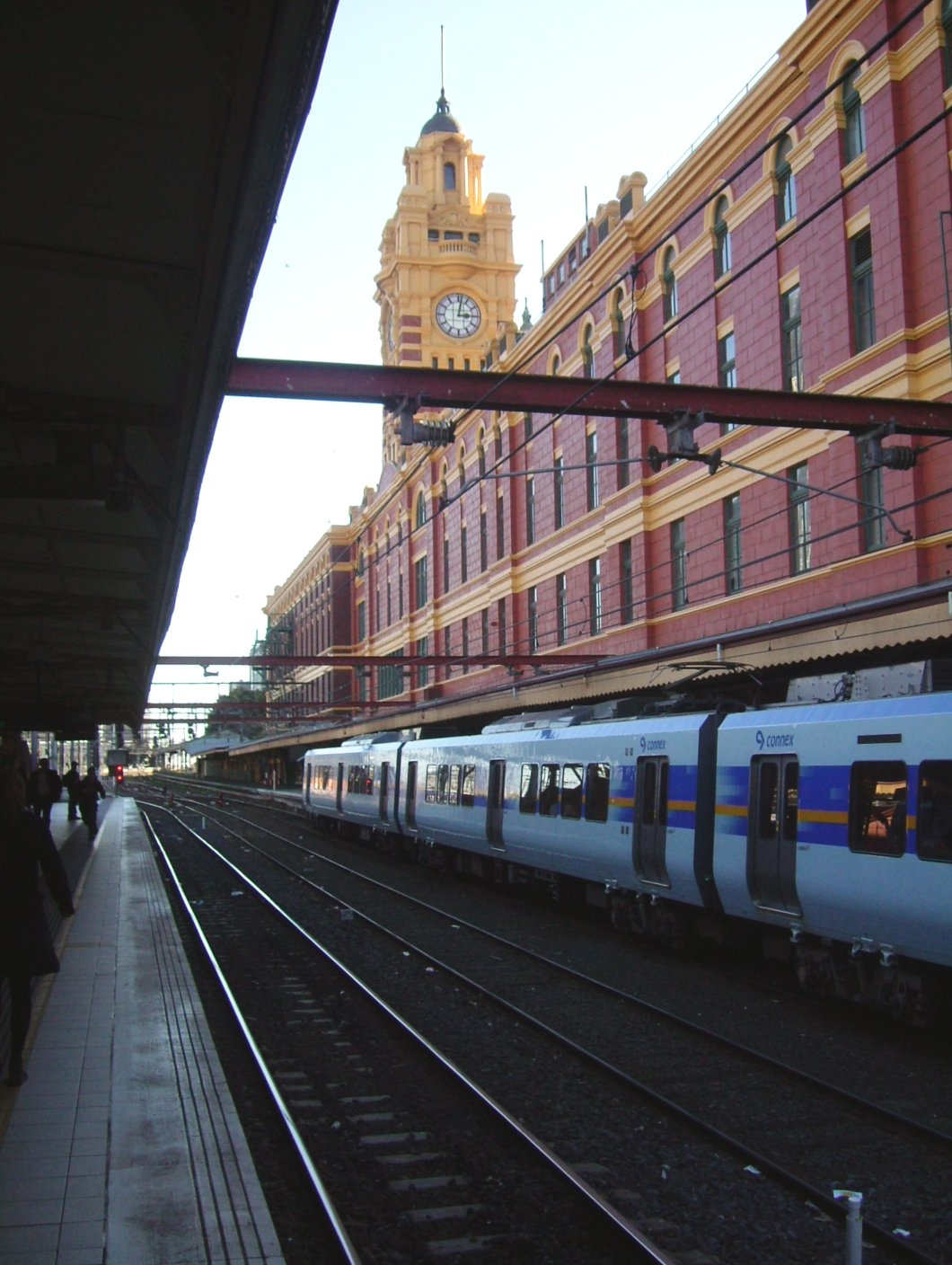
Glockenturm an der Elizabeth Street, davor ein Alstom X’Trapolis 100 auf Gleis 1

Einen Uhrturm besitzt der Bahnhof seit 1883. Schon 1853 existierte in unmittelbarer Nähe zum späteren Bahnhof eine öffentliche Uhr, die an einem Wasserturm angebracht war, der bis zum Bahnhofsumbau 1905 stand. Auch das Empfangsgebäude von 1910 erhielt einen Uhrturm, an dem ab 1906 gebaut wurde. Die mechanische Uhr musste täglich aufgezogen werden. Sie wurde 1967 an einen privaten Sammler verkauft, gelangte aber inzwischen in ein öffentliches Technik-Museum. Die heute zu sehende Uhr wird elektrisch betrieben.

#### Bahnsteige und Verkehr

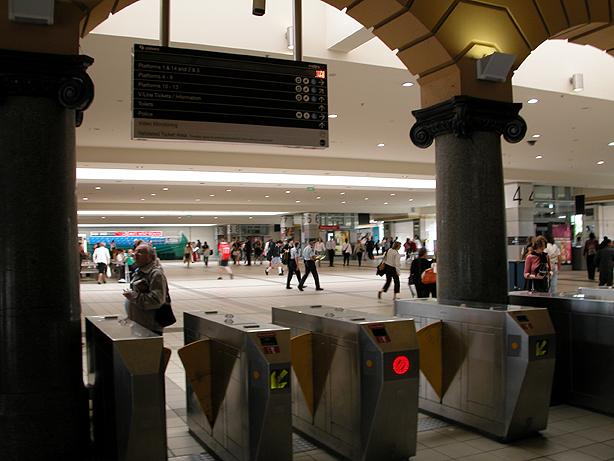
Bahnsteigsperren am Haupteingang

Vom Bahnhof Flinders Street fuhr 1910 der erste elektrische Zug der Eisenbahn in Victoria. 1916 soll der Bahnhof sogar der verkehrsstärkste der Welt gewesen sein.
Die Gleise 12 bis 15 sind die östlichen Verlängerungen von 10, 11 und 1. Der Bahnsteig von Gleis 11 wird derzeit nicht genutzt, dort liegt aktuell auch kein Gleis. Die früher existierenden Gleise 16 und 17 wurden bei dem Umbau 1997/98 beseitigt. Die Bahnsteige sind an drei Stellen miteinander verbunden: Über die Haupteingangshalle, eine Unterführung in der Mitte der Bahnsteige und eine weitere, behindertengerechte Unterführung am westlichen Ende des Bahnhofsgebäudes.

## Verkehrsanbindung
Der Bahnhof Flinders Street ist an 10 Linien der Straßenbahn und an eine Buslinie des städtischen Verkehrs angebunden.